# Athletic Model Guild
Athletic Model Guild (AMG) ist ein US-amerikanisches Unternehmen mit Firmensitz in El Cerrito, Kalifornien.
Das Unternehmen wurde 1945 von dem Fotografen Bob Mizer gegründet, der zu den Pionieren der männlichen, homosexuellen Aktfotografie in den Vereinigten Staaten gehört. Mizer eröffnete 1945 in Los Angeles die AMG Studios. Sein erstes katalogisiertes Fotomodel war Forrester Millard. 1947 verbrachte Mizer sechs Monate Haft auf der Saugus Prison Farm, da er wegen des damals strafbaren Verteilens männlicher Nacktfotografie im US-amerikanischen Postwesen verurteilt worden war. Im Mai 1951 brachte AMG die erste Ausgabe der Physique Photo News heraus, die im November 1951 in Physique Pictorial umbenannt wurden. 1957 veröffentlichte AMG den Fotokatalog 1000 Model Directory. Das Magazin Young Adonis wurde 1963 erstmals veröffentlicht. 1968 werden die US-amerikanischen Strafgesetze zu Nacktaufnahmen liberalisiert und 1973 erscheint die Fernsehdokumentation Inside AMG. In den 1960ern und 1970ern ließen sich verschiedene Schauspieler und Bodybuilder von AMG fotografieren, unter anderem Joe Dallesandro, Ed Fury und Glenn Corbett. Im Jahre 1975 lässt sich der Schauspieler und Bodybuilder Arnold Schwarzenegger von AMG fotografieren. 
1982 veröffentlicht der Verlag Gay Sunshine Press das Buch Physique: A Pictorial History of Athletic Model Guild und 1987 erscheint das französische Buch Athletic Model Guild: 160 Garçons Americans von Ralf Marsault. 1990 produziert Campfire Films die erste von fünf Dokumentationen über AMG mit dem Titel Fantasy Factory. 
Im Mai 1992 starb Mizer in Los Angeles und sein Freund Wayne Stanley verkaufte das Unternehmen 2004 an den Fotografen Dennis Bell. 2005 wurde von AMG der Film AMG Resurrection mit dem gay-for-pay Model Jason Adonis herausgebracht und 2006 wurde AMG Brasil veröffentlicht.

## Filmografie (aktuelle Auswahl)
- Deluge (2006)
- Suruba: Primal Urge (2006)
- Gêmeos (2006)
- Suruba: Bronze (2006)
- Fazenda (2006)
- Suruba: Tropicus (2006)
- Suruba: Pecado (2006)
- Paraíso (2007)
- Carioca: Sarado (2007)
- Suruba: Piroca (2007)
- Amazônia: Capture (2007)
- Amazônia: Release (2007)
- Suruba: Agua (2008)
- Carnaval (2008)
- Suruba: Azul (2008)